# 林健太郎監禁事件
林健太郎監禁事件（はやしけんたろう かんきんじけん）とは、1968年11月4日から11月12日まで、全学共闘会議（全共闘）が東京大学文学部長・教授林健太郎を東京大学構内に監禁した事件である。

## 事件の経過
当時、学園紛争によりバリケード封鎖されていた東大では、11月1日に事態の収拾に失敗した大河内一男総長以下学部長全員が辞任し、加藤一郎総長代行を中心とする新執行部が誕生した。文学部では五味智英教授を経て、文学部教授の林が学部長に就任した。
それに対し文学部全共闘は、学生との交渉を拒否した大河内総長の辞任は認めず、従って林学部長の就任も認めないという立場をとった。このとき全共闘は、学生と大学側の「交渉」のことを、本来は労働組合と雇用者側との間で行われる交渉である団体交渉に因んで「大衆団交」、略して「団交」と呼んだが、この語は以後各地で起った学園紛争で学生側が使う常套句の一つとなった。
11月4日、全共闘は学部長の林以下教授数名を文学部第二号館に呼び、半ば強制的な「団交」を行った。全共闘側は林の学部長就任の撤回、学部長選出時等に行われる教授会の討議内容の公開、学生の処罰の禁止などを主張し受諾を迫った。しかし林らは教授会の決定は自分たちの一存では撤回できないし、学生の処罰はしないなどという約束はできないと一貫してこれを拒否。このため団交は延々と続き、翌5日にはそのまま林が館内にカンヅメにされた状態となった。
事態が何の進展を見せる気配もないまま数日間が過ぎると、三島由紀夫や阿川弘之らの作家や文化人は林の救出を訴えて全共闘を糾弾、また警視庁も機動隊による救出を計画するなど事態は深刻化した。
一方林は、全共闘が求めた度重なる団交には嫌な顔一つ見せずに応じ、そこで彼らの要求に屈するどころか、逆に学生に議論を挑んでは次々と論破。四回目の団交では学生の中から自由を拘束した形での交渉とそれをかたくなに強要する全共闘を批判する意見が出るまでになった。
結局林は8日後に解放されて東京大学医学部附属病院に搬送されたが、この間少しも妥協することなく全共闘との対話を続けた。その姿勢は当の全共闘が後日雑誌などでこれを称賛する内容の談話を発表するほどのもので、林は「全共闘を負かした教授」として一躍世に知られることとなった。林は後に東大総長をへて参議院議員になっている。